# Peruphasma marmoratum
Peruphasma marmoratum är en insektsart som beskrevs av Murányi 2007. Peruphasma marmoratum ingår i släktet Peruphasma och familjen Pseudophasmatidae. Inga underarter finns listade i Catalogue of Life.